# 바롯 사야

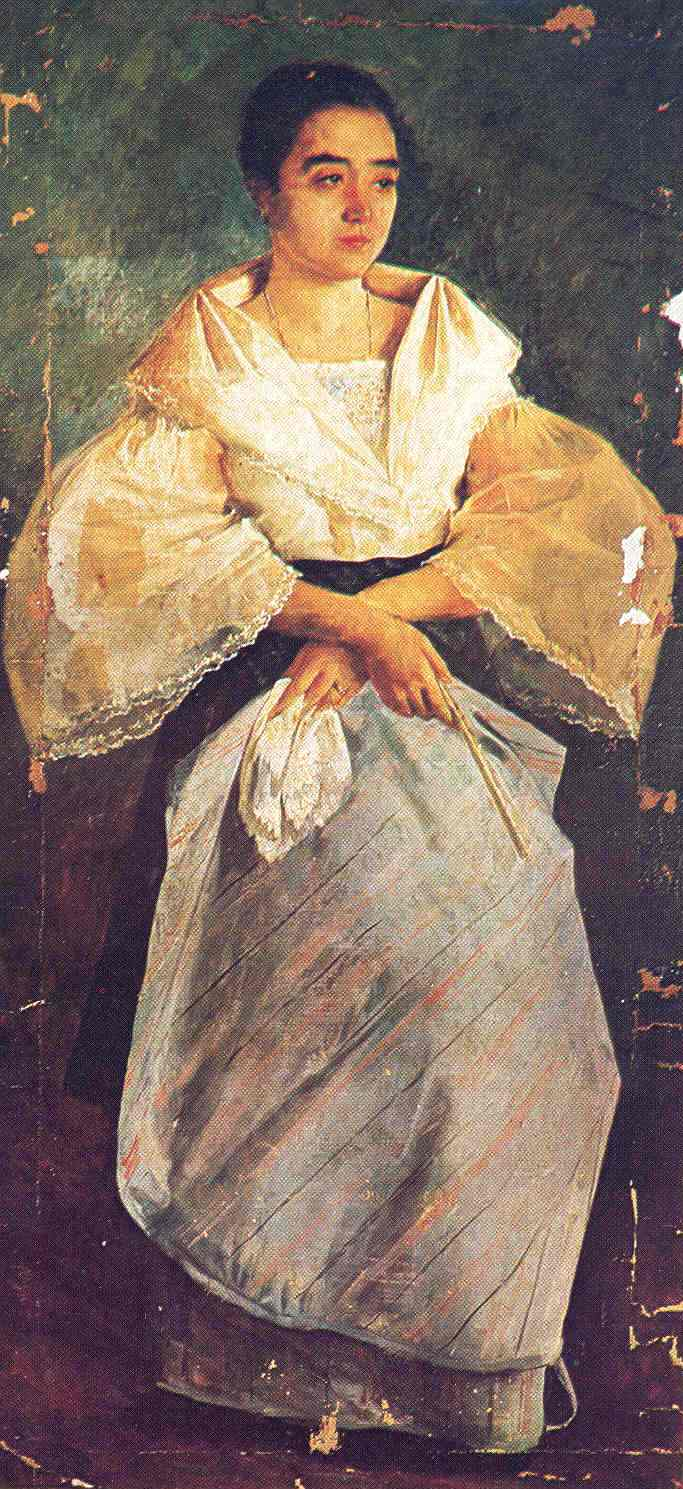
후안 루나가 1895년에 그린 그림 라 불라케냐. 불라칸주 출신의 상류층 여성이 트라헤 데 메스티사(traje de mestiza)를 입고 있는 모습이다. 이 그림은 여성의 옷 때문에 때때로 "마리아 클라라"로 불리기도 한다.

바롯 사야(baro't saya 또는 baro at saya, 문자 그대로 "블라우스와 치마")는 필리핀의 전통 의상이다. 필리핀의 국민 의상이며 식민지 이전 필리핀 원주민과 식민지 스페인의 의상 스타일을 결합한 요소로 이루어져 있다. 전통적으로 블라우스(바로나 카미사), 긴 치마(사야 또는 팔다), 어깨에 두르는 스카프(파뉴엘로, 피추 또는 알람파이), 치마 위에 두르는 짧은 직사각형 천(타피스 또는 파타둉)의 네 부분으로 구성된다.
바롯 사야는 필리피니아나(Filipiniana)라는 총칭으로 알려진 여러 변형이 있으며, 귀족적인 트라헤 데 메스티사(traje de mestiza)(또는 마리아 클라라); 짧은 소매 또는 폰초 모양의 자수 블라우스와 파타둉 치마를 짝지은 비사야의 키모나(kimona); 그리고 테르노(terno)라는 단일 가운과 그 캐주얼 및 칵테일 드레스 버전인 발린타왁(balintawak)이 있다. 바롯 사야의 남성용 버전은 바롱 타갈로그이다.

## 어원
바롯 사야는 "바롯 앗 사야(baro at saya)"를 줄인 말로, 문자 그대로 "블라우스와 치마"를 의미하며, 타갈로그어 바롯(baro, "셔츠" 또는 "옷")과 사야(saya, 스페인어 "치마"에서 유래)에서 왔다.

## 설명
바롯 사야는 전통적으로 네 부분으로 구성된 복장이다. 블라우스(바로나 카미사), 긴 치마(사야 또는 팔다), 어깨에 두르는 스카프(파뉴엘로, 피추 또는 알람파이), 치마 위에 두르는 짧은 직사각형 천(타피스 또는 파타둉)이다.

## 역사

### 식민지 이전 시대

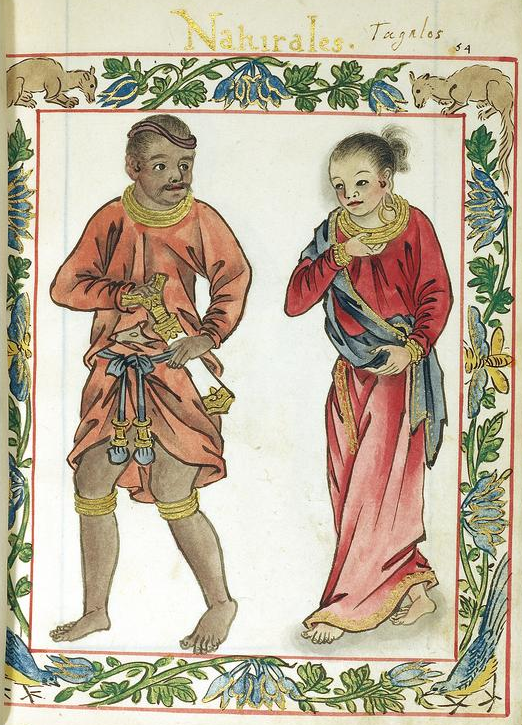
타갈로그족 마기노오(귀족)가 복서 코덱스(c.1590)에서 바롯을 입고 있는 모습

바롯 사야는 식민지 이전 필리핀에서 남성과 여성 모두 입었던 두 종류의 옷에서 발전했다. 단순한 칼라 없는 셔츠나 재킷에 몸에 붙는 긴 소매가 달린 바롯(다른 필리핀 언어에서는 바루 또는 바유라고도 함)과 허리 또는 가슴 높이에 둘러 허리띠나 땋은 재료로 고정하거나 한쪽 어깨에 묶어 입는 짧은 직사각형 또는 튜브형 천인 타피스(비사야 제도와 술루 군도에서는 파타둉, 민다나오섬에서는 말롱이라고도 함)이다. 여성들은 바롯 위에 팔찌를 차기도 했다. 이러한 유형의 옷은 필리핀에서 기독교화되지 않은 집단에서 여전히 남아 있다.

### 스페인 식민지 시대

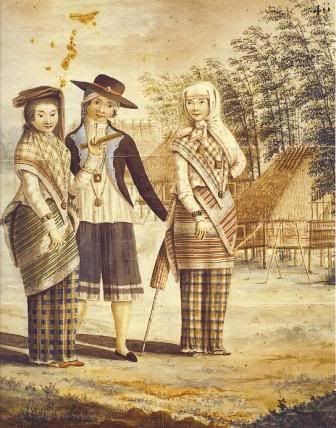
후안 라베네트의 마닐라의 메스티소들. 18세기 필리핀 원주민 여성들의 체크무늬 좁은 파레스 사야를 보여준다. 남성들의 유럽 스타일 의상도 눈여겨보자. (c.1792-1794)

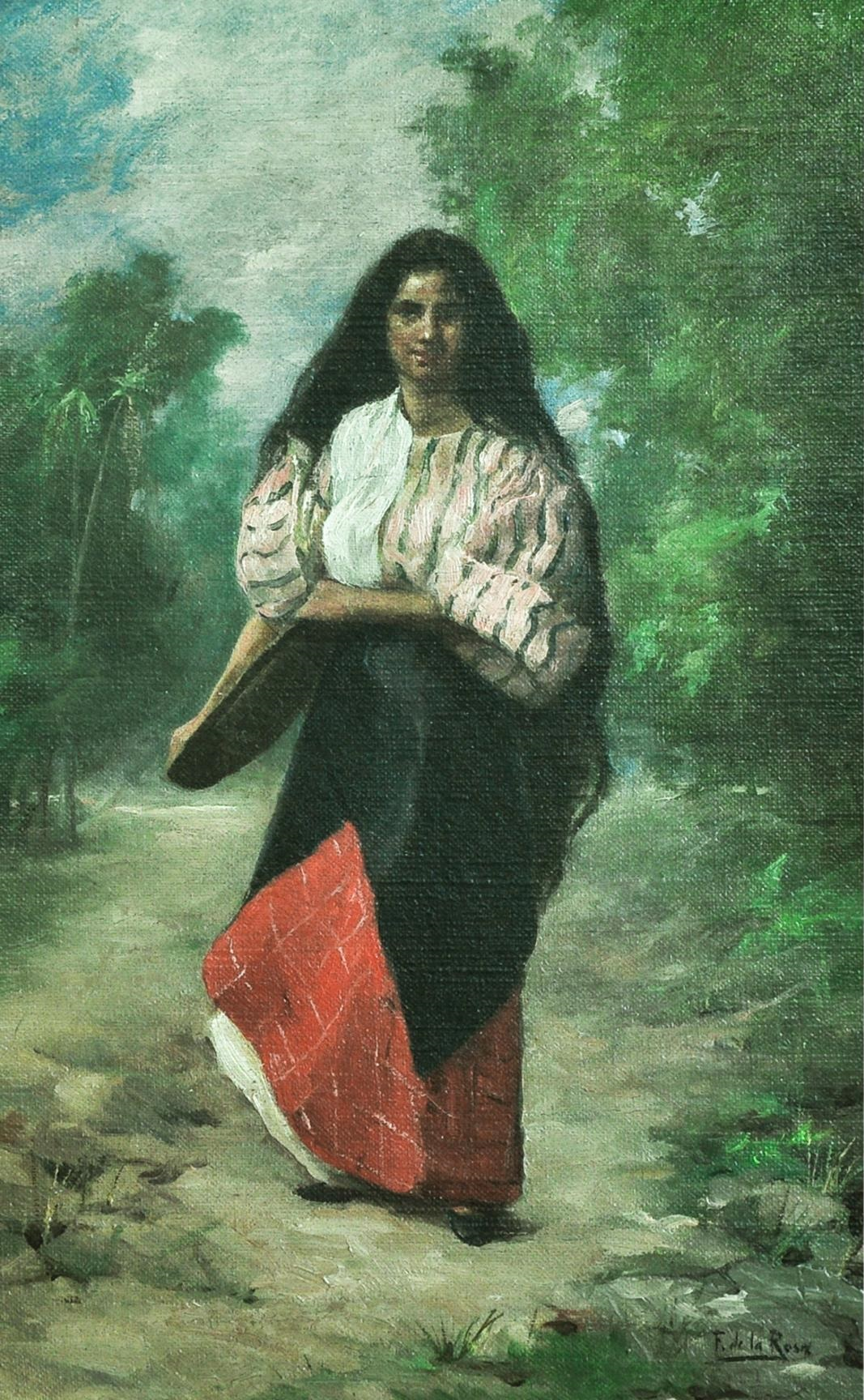
파비안 데 라 로사가 19세기에 그린 노동자 계급 여성의 바롯 사야를 묘사한 그림, 필리피나

식민지 시대 스페인 성직자들은 식민지 이전 시대 여성들의 옷차림이 부적절하다고 여겨 타피스 아래에 입는 긴 치마(스페인 이름 사야 또는 팔다로 알려짐)를 도입했다. 비사야 제도에서는 파타둉이 더 오랫동안 허용되었지만, 19세기에 결국 사야로 대체되었다.
18세기 후반까지 필리핀 여성들의 전통적인 일상복은 파레스("짝")라고 알려진 두 개의 기본 의상으로 구성되었다. 이것은 발목까지 오는 사야(보통 체크무늬)와 칼라 없는 바롯 또는 카미사(보통 평범하거나 줄무늬)로 구성되었다. 파레스라는 이름은 나중에 사야와 달리 좁고 칼집 모양으로 식민지 이전 타피스와 유사한 치마와 더 밀접하게 연관되었다. 이들은 끈으로 허리에 고정되었고, 핀으로 함께 고정된 허리선을 따라 넓고 평평한 주름이 있었다. 바롯은 긴 좁은 소매가 달린 식민지 이전 바롯과 거의 동일했다. 나중에 복장과 마찬가지로 이 두 가지 옷은 일반적으로 타피스(현재는 겉치마로 입음)와 파뉴엘로, 피추 또는 알람파이(치마와 같은 불투명한 소재로 만듦)라고 알려진 어깨에 두르는 스카프로 보완되었다.
초기 사야에 사용된 직물은 주로 토착 직물(특히 파나이섬의 고지대 비사야족이 만든 직물)이었다. 나중인 19세기에 이르러서는 유사한 수입 직물을 사용하기 시작했으며, 특히 인도에서 수입된 캄바야가 주목할 만했다.
그러나 18세기 파레스 사야의 좁은 폭은 일상생활에 비실용적이었다. 1820년대부터 1840년대까지 사야는 사야 아 라 마스코타(saya a la mascota)라고 알려진 부풀어오르는 서양식 치마로 대체되었다. 상류층 여성의 경우 일반적으로 발목 길이였으며, 하층 계급 여성의 경우 일할 때 더 자유로운 움직임을 용이하게 하기 위해 일반적으로 종아리 중간까지 내려왔다. 어린 소녀들에게는 무릎 길이 버전도 허용되었다.
의상의 디자인과 요소는 또한 19세기 중반 이후부터 하층 계급과 귀족 상류 계급 사이에서 급격하게 갈라졌다. 예를 들어 필리핀 여성 의상에 고유한 타피스는 1840년대부터 1860년대 사이에 훨씬 짧아졌다. 이로 인해 토착 인디오들에게 더 제한되었고, 스페인 여성과 일부 메스티소 여성들은 하녀가 입는 델란탈(앞치마)과 유사하여 착용을 피했다. 이러한 이분법은 호세 리살의 1887년 소설 놀리 메 탄헤레에 묘사되어 있는데, 마리아 클라라라는 메스티소 주인공은 타피스와 바롯 사야를 입었지만, 거만한 도냐 콘솔라시온(페닌술라르와 결혼한 토착 여성)은 타피스 없이 유럽식 드레스를 입었다.

## 갤러리

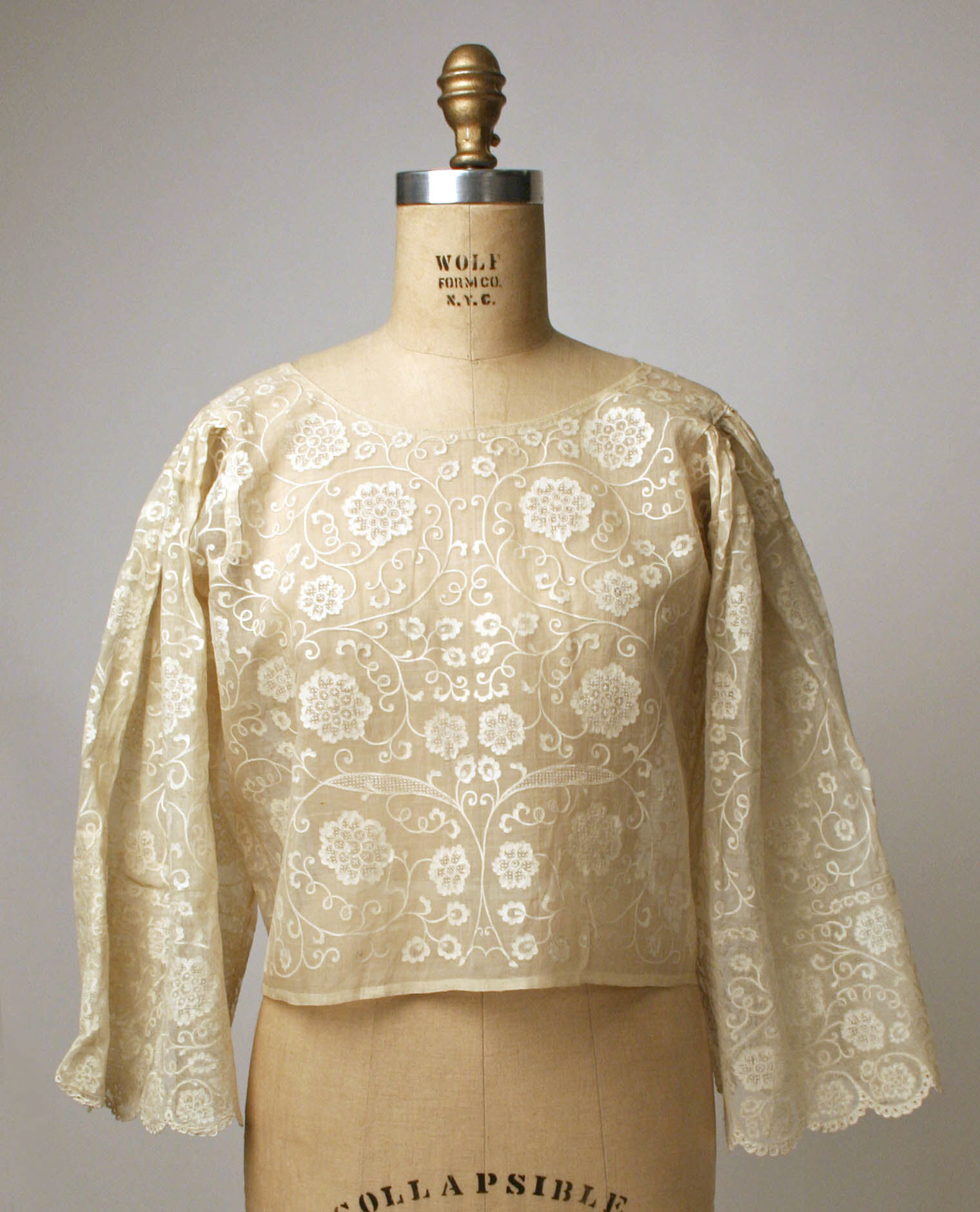
메트로폴리탄 미술관의 19세기 카미사
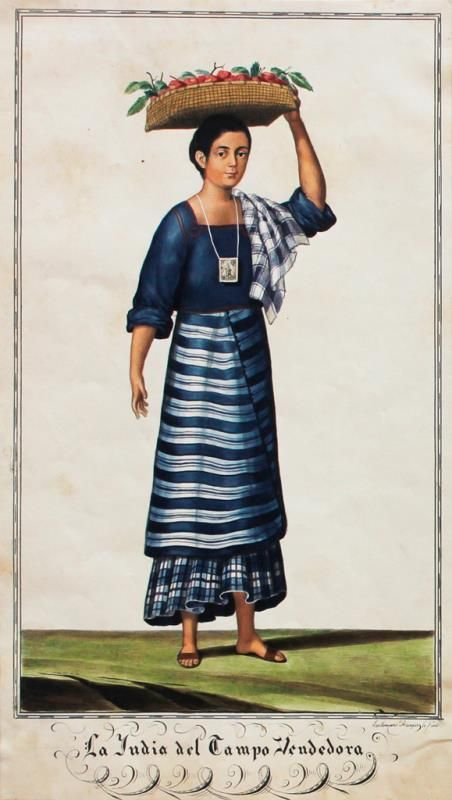
후스티니아노 아순시온의 "라 인디아 델 캄포 텐데도라" (c.1855)
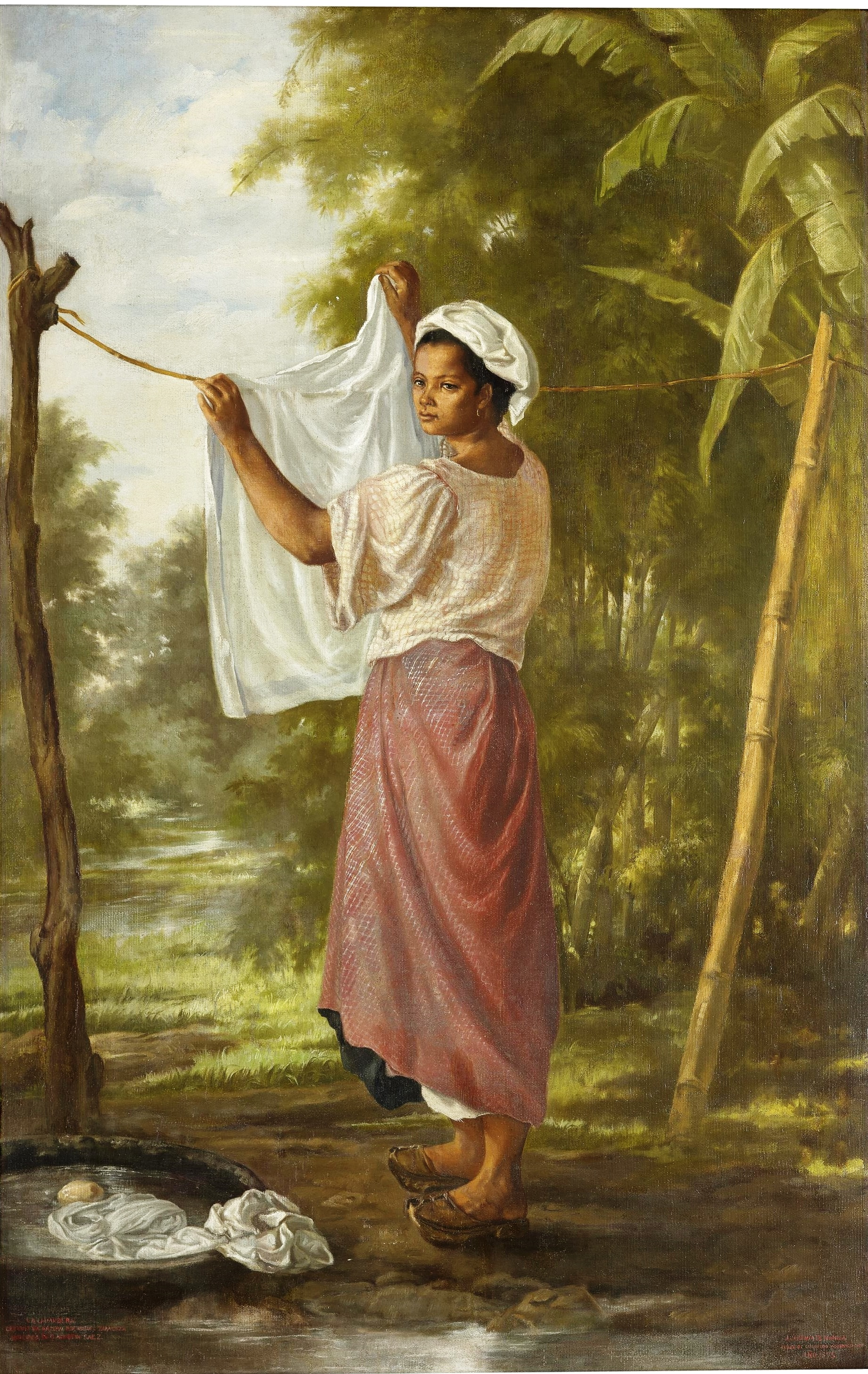
미겔 사라고사가 프라도 미술관에 그린 라 라반데라 (c.1875)
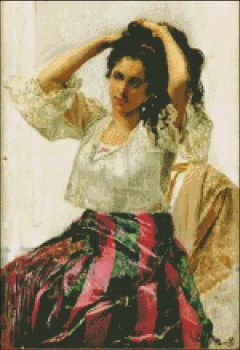
후안 루나가 바롯 사야를 입은 여성을 묘사한 우나 메스티사 (c.1887)
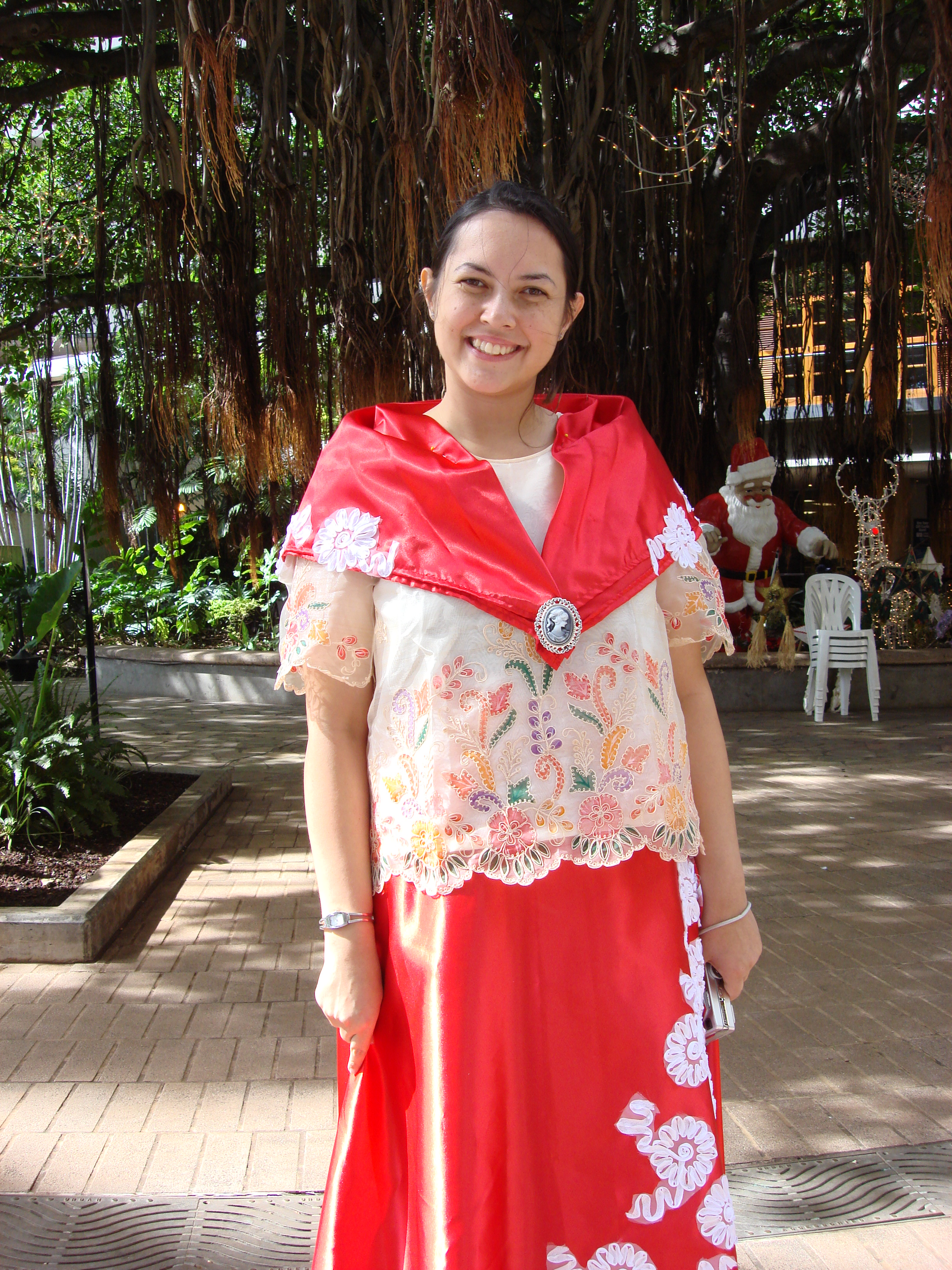
2007년 하와이주의 아시아 태평양계 미국인 유산의 달 행사에서 바롯 사야를 입은 여성
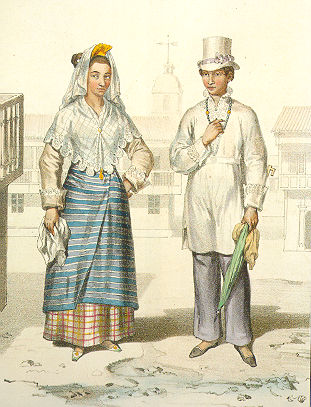
장 말라 드 바실란(Jean Mallat de Bassilan)이 그린 메스티소 데 상글레이 부부가 입은 바롯 사야 (c.1846)
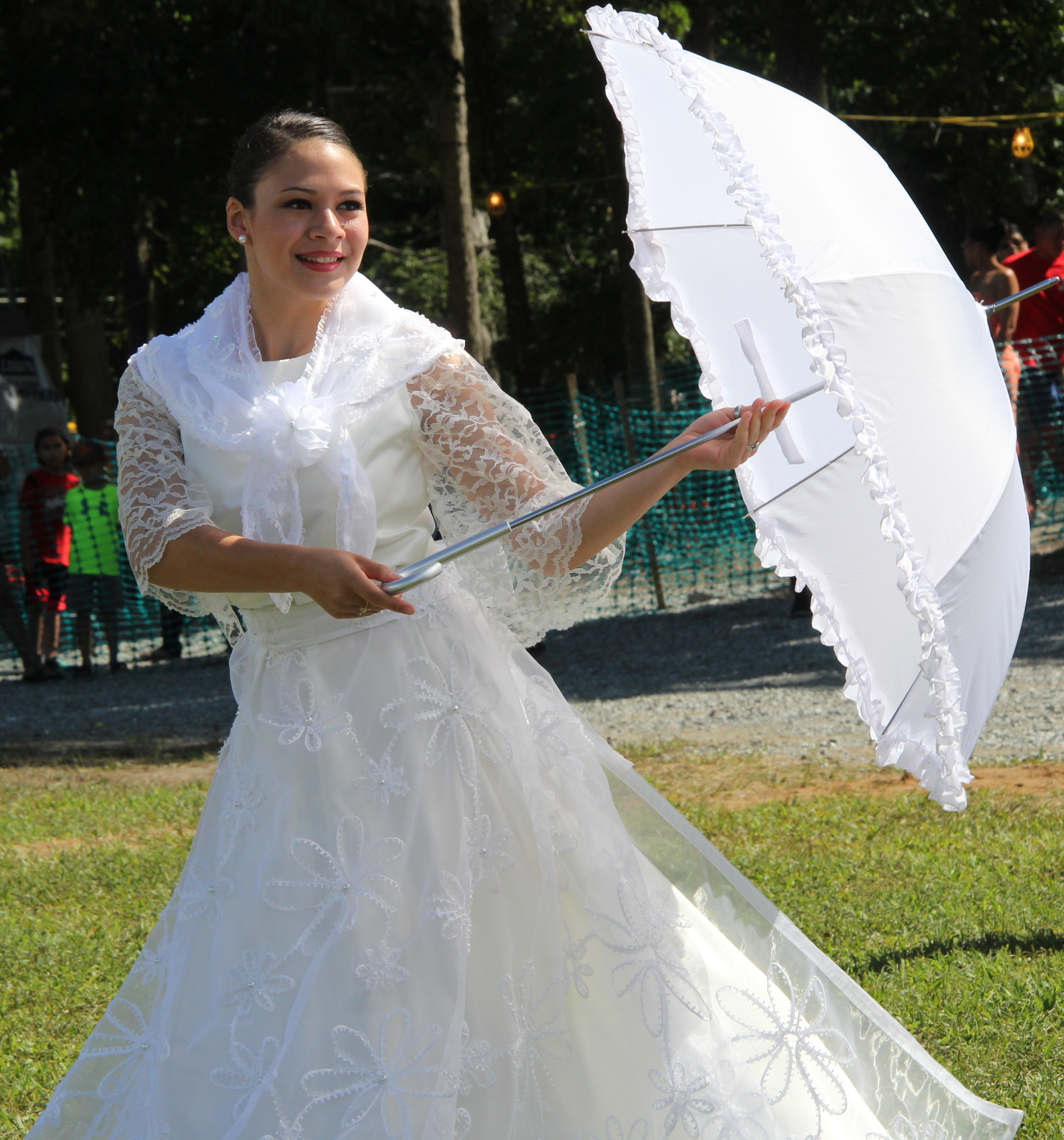
2015년 리치먼드 필리핀 축제에서 현대 트라헤 데 메스티사를 입은 댄서
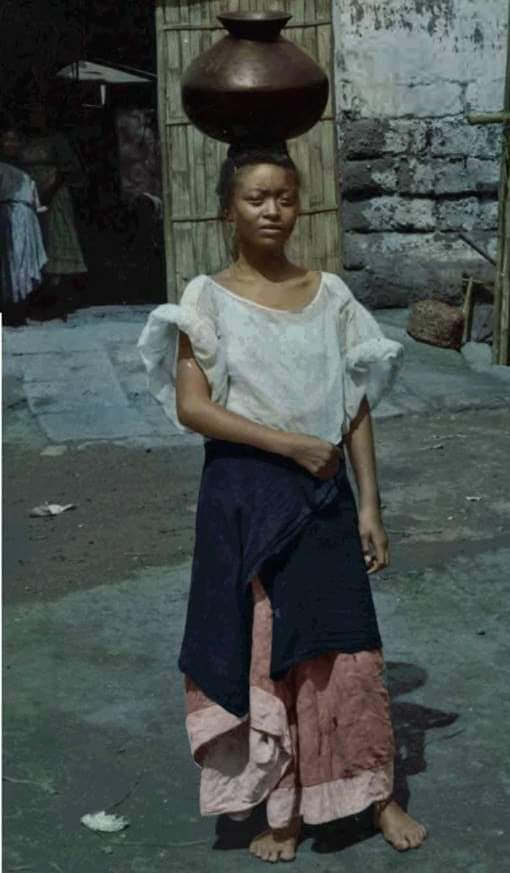
일하는 동안 바롯 사야를 입은 필리핀 여성.

## 같이 보기
- 필리핀의 옷과 패션
- 바롱 타갈로그
- 마닐라 숄
- 마리아 클라라 가운
- 치나 푸에블라나